# Phytocoris longipennis
Phytocoris longipennis is een wants uit de familie van de blindwantsen (Miridae). De soort werd het eerst wetenschappelijk beschreven door Gustav August Adam Flor in 1861.

## Uiterlijk
De lichtgrijze zwartbruin gevlekte blindwants is, als volwassen dier, altijd macropteer en kan 6,5 tot 7,5 mm lang worden. De lichtgrijze voorvleugels zijn bruinzwart gevlekt en het lichaam is bedekt met lichte, liggende haartjes en zwarte half-rechtopstaande haartjes. Het halsschild is grotendeels donker met lichtgrijs aan de voorkant en een smalle lichte rand aan de achterkant. Het uiteinde van het verharde deel van de vleugels is donker gevlekt en heeft aan de bovenkant een lichte rand. Het kleurloos doorzichtige deel van de vleugels heeft grijze vlekken. De pootjes zijn geelwit met zwarte vlekjes op de bruine dijen en lichte en donkere banden om de schenen. De lichte banden zijn bij de middenpootjes breder dan de donkere. De antennes zijn zwart van kleur, met uitzondering van witte vlekjes op het eerste antennesegment, een wit gedeelte van het tweede segment en een licht derde segment. Phytocoris longipennis lijkt sterk op Phytocoris dimidiatus en Phytocoris reuteri; bij de laatste twee soorten zijn echter de lichte banden om de schenen van de middelste poten smaller of gelijk aan de donkere.

## Leefwijze
De wants overwintert als eitje en de soort kent een enkele generatie per jaar. De volwassen wantsen worden waargenomen van mei tot eind oktober, in bossen, boomgaarden, parken en tuinen op de takken en stam van diverse loofbomen zoals onder andere appel (Malus), wilg (Salix), beuk (Fagus sylvatica), eik (Quercus) en hazelaar (Corylus avellana).

## Leefgebied
De soort is zeer algemeen in Nederland. Het verspreidingsgebied is Palearctisch.